# Mooresville (Indiana)
Mooresville ist eine Town im Brown Township, im Morgan County, im  US-Bundesstaat Indiana. Das U.S. Census Bureau hat bei der Volkszählung 2020 eine Einwohnerzahl von 9.411 ermittelt.

## Geographie
Nach Angaben des United States Census Bureau bedeckt die Stadt eine Fläche von 14,4 km², 14,3 km² davon sind Land und 0,1 km² sind wasserbedeckt (0,36 %).

## Demografie
Die bei der Volkszählung im Jahr 2000 ermittelten 9273 Einwohner von Mooresville lebten in 3535 Haushalten; darunter waren 2594 Familien. Die Bevölkerungsdichte betrug 646 pro km². Im Ort wurden 3688 Wohneinheiten erfasst, davon waren 3535 bewohnt.
98,52 % der Einwohner sind Kaukasier, 0,09 % Afroamerikaner, 0,30 % Indianer, 0,40 % Asiaten, 0,02 % pazifischer Herkunft, 0,18 % verschiedener Herkunft.
39,1 % der Haushalte haben Kinder unter 18 Jahren; 57,5 % sind verheiratete zusammenlebende Paare.
Der Median des Haushaltseinkommens betrug 47.292 $, der Median des Familieneinkommens 52.543 $. Das Prokopfeinkommen in Mooresville betrug 21.504 $. Unter der Armutsgrenze lebten 4,2 % der Familien und 4,3 % der Bevölkerung.

## Söhne und Töchter der Stadt
- Sheila F. Gagen (* 1956), Komponistin und Musikpädagogin
- Nan Whaley (* 1976), Politikerin